# Exocentrus variabilis
Exocentrus variabilis là một loài bọ cánh cứng trong họ Cerambycidae.